# チェンメン天国
「チェンメン天国」（チェンメンパラダイス）は、2014年1月22日に発売された風男塾の12thシングルである。

## 概要
メンバーは、武器屋桃太郎、青明寺浦正、緑川狂平、赤園虎次郎、瀬斗光黄、愛刃健水、雪村涼真。

## 収録曲
テイチクレコード公式サイト内の紹介ページによる

### 通常盤
1. チェンメン天国
  - 作詞：はなわ/作曲：はなわ・大智/編曲：成田忍
2. 太陽みたいなキミが好き
  - 作詞・作曲：はなわ/編曲：成田忍
3. 傷だらけのレシーバー（風男塾 ver.）[2]
  - 作詞：はなわ/作曲：広瀬香美/編曲：成田忍

- 4〜6トラック目は、それぞれ上記3曲のインストゥルメンタル曲となっている。

### 限定盤
※収録曲はいずれも以下の通りとなっている。
1. チェンメン天国
2. 太陽みたいなキミが好き

- 限定盤A（「チェンメン天国」ミュージックビデオ収録のDVD付き）
- 限定盤B（上記限定盤Aのミュージックビデオのメイキング映像収録のDVD付き）